# Hôtel Huger de Vernelles
L'hôtel Huger est un bâtiment du début du XVIIIe siècle situé à La Flèche, dans le département de la Sarthe. Il fait l'objet d'un classement aux Monument historique (France) depuis le 13 mars 1987.

## Localisation
L'hôtel Huger est situé rue Vernevelle, à La Flèche, dans le département de la Sarthe.

## Description
D'architecture classique, l'édifice est bâti sur un plan en U, composé d'un corps principal entre cour et jardin et de deux ailes de communs qui délimitent une cour pavé, au centre de laquelle se trouve un puits. À l'intérieur du corps principal se trouve un grand escalier en pierre surmonté d'une rampe en fer forgé.

## Historique
L'hôtel Huger fut construit entre 1702 et 1704 par l’architecte parisien Jacques V Gabriel à la demande de Louis Huger de la Morlière, avocat au présidial de La Flèche. Le bâtiment abrita les religieuses de Notre-Dame durant quelques années au cours du XIXe siècle. Il est aujourd'hui une propriété privée et accueille des expositions d'art contemporain.
L'édifice est inscrit au titre des monuments historiques en 1981.